# Strada nazionale A002
La strada nazionale A002 Autostrada Tenente Generale Pablo Riccheri (Ruta Nacional A002 Autopista Teniente General Pablo Riccheri in spagnolo) è un'autostrada che unisce la capitale argentina Buenos Aires con l'aeroporto internazionale Ministro Pistarini.

## Storia
L'autostrada fu costruita negli anni quaranta per favorire l'accesso dalla capitale al costruendo aeroporto. Il percorso originava a plaza de Los Virreyes, nel barrio di Flores, attraversava i quartieri di Parque Avellaneda e Villa Lugano, intersecava la avenida General Paz e proseguiva verso Ezeiza. Il tratto compreso tra Flores e la General Paz, incluso dentro i confini amministrativi della Città Autonoma di Buenos Aires, è conosciuto come autostrada Luis Dellepiane. La nuova autostrada fu inaugurata nel 1948.
Il 20 giugno 1973 l'autostrada fu teatro di violenti scontri tra militanti peronisti di sinistra e di destra che assistevano al ritorno in Argentina dell'ex presidente Juan Perón. Al termine degli incidenti si contarono tredici morti.

## Percorso
L'autostrada origina dall'intersezione con l'avenida General Paz, all'interno del partido di La Matanza, nella provincia di Buenos Aires. Dopo aver toccato le località di Villa Madero, Tapiales, Aldo Bonzi e Ciudad Evita, attraversa il fiume Riachuelo ed entra nel territorio del partido di Ezeiza. Poco dopo l'origine dell'autostrada Ezeiza-Cañuelas l'autostrada termina il suo percorso all'ingresso dell'aeroporto Ministro Pistarini.